# Ilidia
Ilidia – imię żeńskie pochodzenia łacińskiego, oznaczające "ta, która młóci zboże". Jego męskim odpowiednikiem jest Ilidiusz. Patron - św. Ilidiusz, biskup (IV wiek).
Ilidia imieniny obchodzi 7 lipca.